# 東雲 (江東區)
東雲（日语：／ Shinonome */?）是東京都江東區的町名。郵遞區號為135-0062。

## 地理

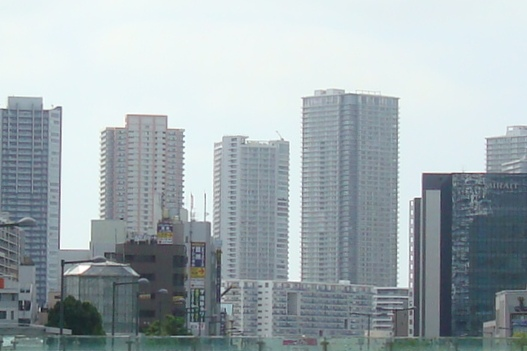
從豐洲望去的東雲

位於江東區臨海地區，深川地域內。東京灣埋立6號地與11號地的範圍。國道357號（灣岸道路）北側多住宅地，南側為東雲鐵鋼團地等工業用地。UR賃貸住宅東雲Canal Court CODAN、Tomin Tower東雲、W Comfort Towers、Apple Tower、Canal First Tower、BEACON Tower Residence、Be-City等超高層公寓大廈等設施使得本地人口增加。
三越配送中心舊址改建為辦公大樓 KDX豐洲Grand Square。此外還預計建設公務員宿舍東雲住宅與東雲合同廳舍。東雲一丁目有東京都內佳世客唯一24小時營業（僅食品樓層）的佳世客東雲店，與超級安托華東雲店。

## 歷史
昭和13年6月1日，豐洲五丁目東南方的填海地命名為東雲一、二丁目，11號填埋地命名為東雲三丁目（現二丁目）。

### 地名由來
東雲為黎明的雲，有黎明、破曉、曙的意思。

## 交通

### 鐵路
- 東京臨海高速鐵道臨海線 ■東雲站

### 路線巴士
東雲的都營巴士路線由東雲二丁目的都營巴士深川營業所（深川車庫）管轄，運行往江東區北部與臨海地區、中央區的路線。
- 「深川車庫入口」巴士站
  - 海01系統：行經豐洲站、枝川，往門前仲町／行經有明網球森林公園、台場站，往東京電訊港站
  - 業10系統：行經枝川、木場站，往東京晴空塔站／行經勝鬨橋南詰、銀座四丁目，往新橋
  - 東15系統：行經晴海Triton Square、聖路加醫院，往東京站八重洲口
  - 東16系統：行經豐洲站、月島站，往東京站八重洲口／行經有明網球森林公園，往東京Big Sight
- 「東雲站前」巴士站
  - 錦13乙系統：行經辰巳站、東陽三丁目，往錦糸町站
  - 門19系統：行經辰巳站、豐洲站，往門前仲町／行經癌研有明醫院，往國際展示場站

東雲二丁目還有京成巴士東雲車庫，運行行經東京站往千葉縣的高速巴士。
- 「東雲車庫」巴士站
  - 木更津金田巴士總站、木更津站西口、君津製鐵所方向
  - 木更津金田巴士總站、君津巴士總站、君津站南口、青堀站方向
  - 市原鶴舞巴士總站、長南駐車場、茂原站方向
  - 御成台車庫、八街站、成東車庫方向
  - 志津站、臼井站、尤加利丘站方向
  - 千葉北IC周邊地區、長沼原町方向
  - 大網站、白里、Sunrise九十九里、白子方向
  - 「東京Shuttle」成田國際空港方向

### 道路
- 國道357號
- 東京都道304號日比谷豐洲埠頭東雲町線（晴海通）
- 都橋通
- 首都高速灣岸線

## 設施
公園
- 東雲水邊公園
- 東雲公園
- 東雲二丁目公園 - 設有群落生，稱作PES（Pocket Eco Space）。

教育
- 江東區立東雲小學校
- 嘉悅有明中學校、高等學校

企業
- 東電設計株式會社（東京電力集團）
- Tokyo Toyopet東雲研修中心
- 太平洋水泥東京南倉庫
- 日鐵商事裁剪中心東雲工場
- 大和鋼帶東雲工場
- 都營巴士深川營業所
- 東北急行巴士東京營業所
- 京成巴士東雲車庫

## 関連項目
- 東雲JCT - 位於有明三丁目。

## 備註
1. ↑  江東区の世帯と人口（住民基本台帳による） 区民部区民課 平成25年8月1日現在[永久]
2. ↑  江東区の地名由来 的存檔，存档日期2013-07-19.

## 外部連結
- 江東區官方網站 （页面存档备份，存于）